# Nigel Ng
Pour les articles homonymes, voir Ng et Roger.
 (novembre 2020).
Nigel Ng (prononcé en anglais : /ˈnaɪdʒəl əŋ/; chinois simplifié : 黃瑾瑜 ; pinyin : Huáng Jǐnyú), né le 15 mars 1991 à Kuala Lumpur, est un comédien de stand-up malaisien basé au Royaume-Uni connu pour son personnage comique Uncle Roger,.

## Biographie

### Jeunesse
Nigel Ng naît à Kuala Lumpur en 1991 de parents chinois de Malaisie d'ascendance Hokkien. Il s'inscrit à l'Université Northwestern en philosophie et en ingénierie et reçoit un diplôme en 2014. Il travaille pendant un certain temps en tant que scientifique de données.

### Éducation
Ng étudie à la Chong Hwa Independent High School (en) à Kuala Lumpur, puis à l'Université Northwestern. Il déménage entre-temps aux États-Unis pour étudier l'ingénierie. C'est là-bas, à Chicago, qu'il commence la comédie comme passe-temps. Il déménage à Londres pour suivre sa petite-amie, dont il est désormais séparé, et pour travailler en tant que chercheur de données pour différentes start-ups technologiques. En 2019, il arrête son travail pour devenir comédien à temps plein.

### Carrière
Il gagne en 2016 le Amused Moose Laugh-Off et était notamment finaliste pour l'acte de l'année du prix Laughing Horse (en) de 2015. Il était aussi finaliste pour le prix de Comédien de l'année du Leicester Mercury (en) de 2016 et le Nouveau comédien de l'année de Leicester Square en 2015. Il apparait notamment sur les programmes télévisés Stand Up Central (en), Roast Battle (en) et Mock the Week. Il est hôte de programme de podcasts humoristiques Rice to Meet avec l'humoriste suédoise Evelyn Mok (sv). 
En juillet 2020, il attire l'attention des médias pour sa vidéo critiquant la cuisine de riz frit aux œufs de Hersha Patel sur BBC Food. Il se fait alors connaître pour son personnage humoristique Uncle Roger, utilisant un accent sud-asiatique et se félicitant de ses stéréotypes asiatiques. Après la vidéo virale, Ng et Patel apparaissent tous deux sur les plateaux de la BBC. Il collabore aussi avec Patel sur une vidéo Uncle Roger Meet Egg Fried Rice Lady (@Hersha Patel) et l'a défendue après les commentaires négatifs qu'elle aurait reçus sur les réseaux sociaux. En septembre de la même année, il évalue une vidéo de Gordon Ramsay sur sa méthode de riz frit dans laquelle il applaudit les bonnes pratiques qu'emploie Ramsay pour sa cuisine. Pendant le mois, il a aussi fait circuler des images de lui sans chandail sur les réseaux sociaux pour promouvoir son programme de podcasts. Le 30 septembre, il est victime d'une attaque raciste à Londres. Il critique régulièrement Jamie Oliver dans ses vidéos, qu'il appelle ironiquement son "ennemi mortel" en raison de la propension de ce dernier à cuisiner des plats asiatiques sans respecter les bases de la recette.